# Sokna (Ringerike)
Sokna er et mindre bysamfund i Norge beliggende i Ringerike kommune, Buskerud i Soknedalen mellem elvene Sogna og Verkenselva, langs rigsvei 7 mot Hallingdal. 
Indbyggertallet var pr. 1. januar 2009 på 567 personer.
Sokna havde tidligere en jernbanestation i forbindelse med Bergensbanen.
60°14′24″N 9°55′37″Ø / 60.24°N 9.927°Ø